# Alex palparia
Alex palparia är en fjärilsart som beskrevs av Walker 1861. Alex palparia ingår i släktet Alex och familjen mätare. Inga underarter finns listade i Catalogue of Life.